# Équipe de France de baseball

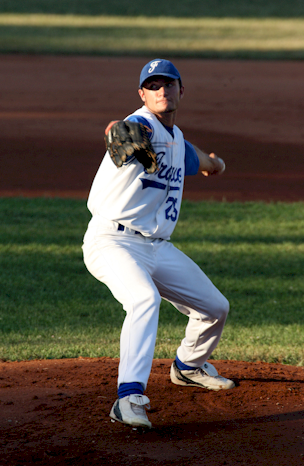
Joris Bert

Pour les articles homonymes, voir Équipe de France.
Uniformes
L'équipe de France de baseball représente la Fédération française de baseball et softball lors des compétitions internationales, comme le Championnat d'Europe de baseball ou la Coupe du monde de baseball notamment.

## Histoire

### Les débuts
En 1929, l'équipe de France fait ses débuts face à son homologue espagnole. Les Français s'imposent 10-6 à Barcelone à l'occasion de cette première sortie. Dans les années 1930, l'opposition France-Pays-Bas devient un classique. Les Néerlandais remportent la première opposition à Paris 9-5, puis s'imposent encore à Amsterdam. Les Français enlèvent leur première victoire lors du troisième match, à Paris, 5-4. Un tournoi à trois avec la Belgique se met en place à la fin des années 1930.
À la Libération, l'équipe de France retrouve des couleurs quand, contre toute attente, et malgré des tenues peu adaptées à la pratique du baseball (un joueur en short, un autre en combinaison d'aviateur, par exemple), elle bat une sélection de l'armée américaine 5-3. En guise de casque, les Français utilisent des casques de mineurs ou des casques de combat.
L'équipe de France fait ses débuts en compétition en 1955 en participant à la phase finale de la seconde édition du Championnat d'Europe en terminant cinquième sur cinq. L'équipe de France de 1955 qui participe au championnat d'Europe comprend nombre de joueurs de la Ligue tunisienne de baseball. Malgré ce renfort, la France signe quatre défaites pour aucun succès dans cette compétition. Ces médiocres résultats restent la norme jusque dans les années 1980. Entre 1955 et 1983, l'équipe de France ne compte que 2 victoires pour 39 défaites en championnat d'Europe.

### Les Bleus depuis les années 1990
L'équipe de France se qualifie trois fois pour la phase finale de la Coupe du monde, la première en 1994. Cette qualification est obtenue à l'issue d'un ultime match de barrage face à l'Afrique du Sud. Enregistrant sept défaites en autant de matchs disputés lors de la phase finale au Nicaragua, la France termine 16e et dernière. En 2001 puis en 2003, les Bleus participent également à la phase finale du mondial. Ils terminent 15e à égalité avec les Philippines en 2001, puis 15e et derniers en 2003. En 21 matchs joués lors des trois phases finales de Coupe du monde, les Bleus ont perdu tous leurs matchs.
En 1994, la France s'incline ainsi face à Cuba (24-1), au Nicaragua (4-0), à l'Italie (15-5), à Taïwan (10-0), à l'Australie (14-4), à la Colombie (5-0) et à la République dominicaine (8-0).
En 2001, les Bleus sont défaits par le Nicaragua (5-1), Taïwan (10-0), la République dominicaine (3-1), la Corée du Sud (14-1), l'Italie (5-1), l'Afrique du Sud (4-3) et les États-Unis (17-0).
Enfin, en 2003, la France s'incline contre la Chine (6-5), le Japon (18-0), les Pays-Bas (12-0), les États-Unis (12-0), le Mexique (15-0), le Brésil (7-4) et le Panama (19-2).
La France a participé à trois éditions de la Coupe intercontinentale de baseball : 1991, 1993 et 1997. En 1991 et 1993, la France termine dixième et dernière. En 1997, les Français accrochent la septième place sur huit devant les Espagnols. Sur 25 matchs joués dans cette épreuve, les Bleus comptent 24 défaites pour une victoire (9-4 contre l'Espagne le 5 août 1997).
En Championnat d'Europe, la France a pris part à dix-neuf phases finales et reste sur dix participations consécutives depuis 1987, onze si l'on inclut l'édition 2007. Le meilleur résultat fut enregistré en 1999 avec une troisième place derrière les Pays-Bas et l'Italie. 
En 2001, la France est encore stoppée en demi-finale après de bons résultats en poules (4 victoires pour 1 défaite face à l'Italie 7-2). Les Pays-Bas s'imposent 5-1. Lors du match de classement pour la troisième place, les Français s'inclinent 7-0 contre l'Italie, battue en demi-finale par la Russie.
En 2003, le parcours des Bleus s'achève en quarts de finale avec une lourde défaite face aux Américains de la sélection grecque (11-1). En finale de classement, la France décroche la 7e place en s'imposant 5-0 contre la Russie.
Lors du dernier rendez-vous continental en 2005, la France termina sixième. Après s'être extraite du groupe B (3 victoires : 2-0 contre la Croatie, 10-0 face à l'Ukraine et 12-2 contre la Grèce, pour 2 défaites : 3-5 contre l'Espagne et 3-2 en 11e manche face à la République tchèque), la sélection s'inclina lourdement en poule finale face à l'Italie (11-1) et aux Pays-Bas (17-1), avant de perdre 2-0 contre l'Allemagne.
Outre le tournoi de Pékin (15 au 24 août 2007), qui a permis aux Bleus de se mesurer aux Tchèques, aux Japonais et aux Chinois, la sélection française est présente à la phase finale du championnat d'Europe 2007 qui se tient du 7 au 16 septembre 2007 en Espagne. Elle y signe sa première victoire en match officiel face à l'Italie (5-1) le 9 septembre.
En 2008, Fabien Proust, ancien international français (50 sélections) jusque-là responsable de l'équipe de France des moins de 21 ans, est nommé manager-sélectionneur de l'équipe A. Absent du rendez-vous olympique, le programme de l'année 2008 se limite au tournoi de la Prague Baseball Week en juin et les French-German Series en juin avec comme objectif la préparation pour la Coupe du monde en septembre 2009 puis le championnat d'Europe 2010.
En 2010, la France termine le Championnat d'Europe à la 6e place, synonyme de non-qualification pour la prochaine Coupe du monde. Une contre-performance, d'autant plus que l'équipe pouvait viser un peu mieux. Cette épreuve marque les débuts de joueurs originaires de la partie française de l'île de Saint-Martin ainsi que, peut-être, la fin de la carrière internationale de Samuel Meurant, l'un des meilleurs lanceurs que la France ait compté. À la suite de ce résultat, la France sera absente des compétitions internationales en 2011.
En juin 2011, la World Baseball Classic Corporation annonce que la France est retenue parmi douze nations pour disputer le tour préliminaire de la Classique mondiale 2013. En septembre 2012 à Jupiter, après un Championnat d'Europe où elle termine à la 8e place, la France s'incline 8-0 face à l'Espagne puis 5-2 en prolongations face à l'Afrique du Sud dans un tour préliminaire remporté par l'Espagne.

## Palmarès

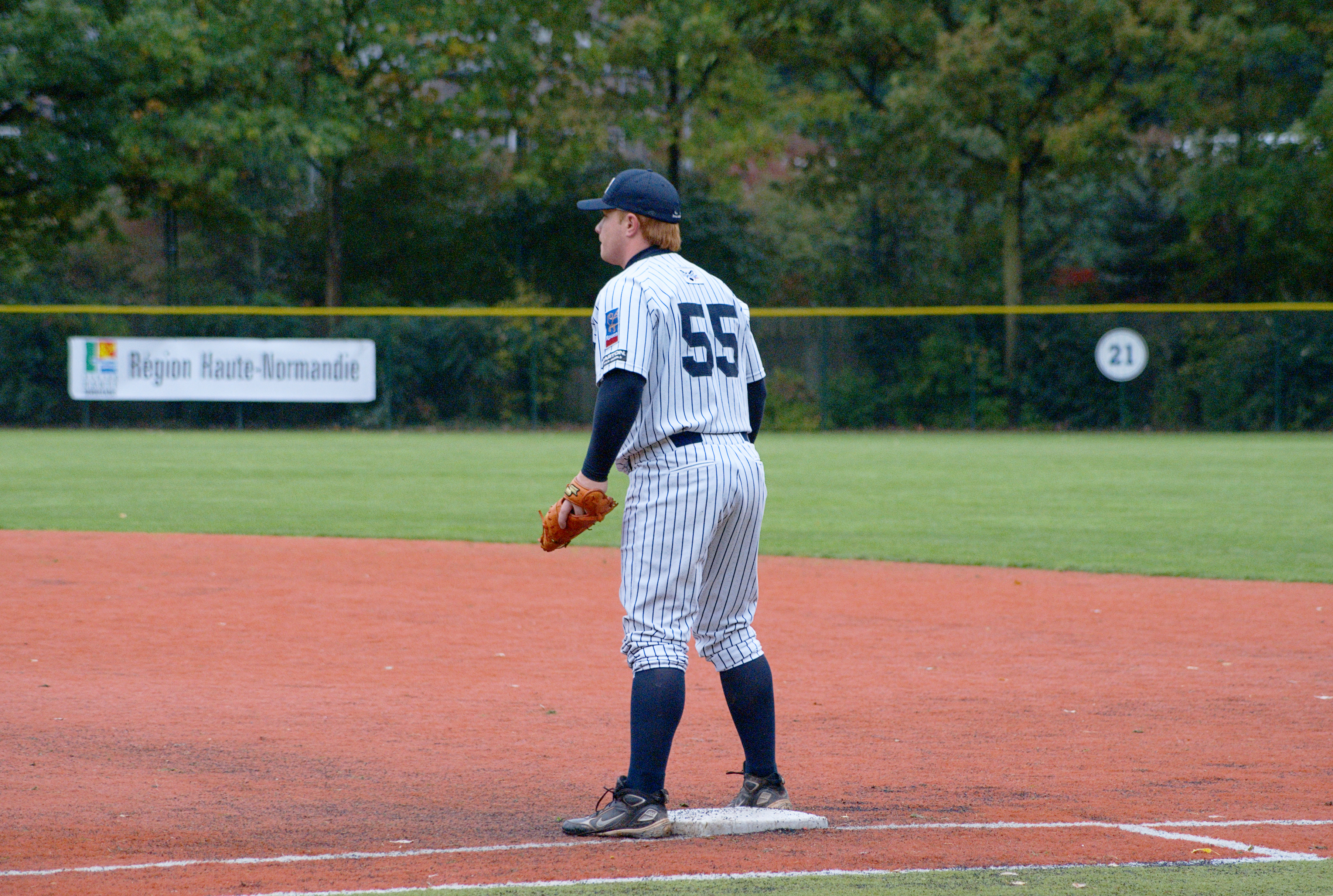
David Gauthier

Coupe du monde de baseball
- 1994 : 16e/16
- 2001 : 15e ex æquo/16
- 2003 : 15e/15

Coupe intercontinentale de baseball
- 1991 : 10e
- 1993 : 10e
- 1997 : 7e

Classique mondiale de baseball
- 2006 : non qualifiée
- 2009 : non qualifiée
- 2013 : non qualifiée
- 2017 : non qualifiée
- 2023 : non qualifiée

Championnat d'Europe de baseball
| - 1955 : 5e/5 - 1958 : 6e/6 - 1962 : 6e/7 - 1964 : 5e/5 - 1969 : 7e/7 - 1971 : 9e/9 - 1973 : 6e/6 - 1975 : 6e/6 - 1983 : 6e/6 - 1987 : 6e/7 |  | - 1989 : 5e/8 - 1991 : 4e/8 - 1993 : 4e/8 - 1995 : 5e/10 - 1997 : 5e/12 - 1999 : 3e/12 - 2001 : 4e/12 - 2003 : 7e/12 - 2005 : 6e/12 - 2007 : 5e/12 |  | - 2010 : 6e/12 - 2012 : 8e/12 - 2014 : 6e/12 - 2016 : 7e/12 |

## Effectif actuel (2018 Roster)

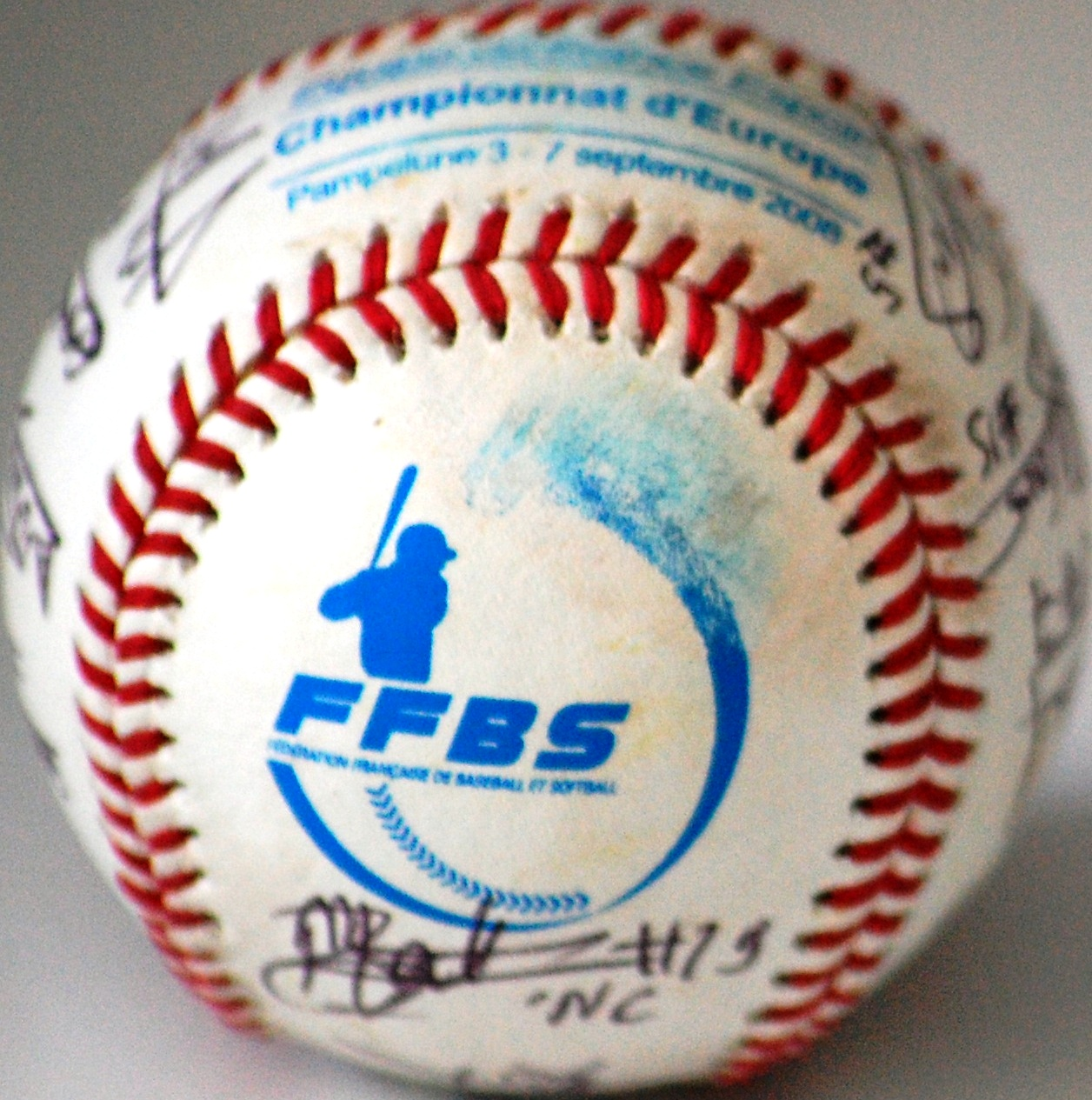
Balle de baseball signée par l'équipe de France.

| Nom                 | Club           | Position |
| ------------------- | -------------- | -------- |
| Franklin de la Rosa | La Rochelle    | LHP      |
| Dan Camou           | FFBS           | RHP      |
| Leo Cespedes        | Rouen          | RHP      |
| Marc-Andre Habeck   | Rimini         | RHP      |
| Donato Auguste      | Chicago Cubs A | RHP      |
| Antoine Rault       | Montigny       | LHP      |
| Benjamin Bodet      | Nice           | RHP      |
| Jonathan Mottay     | Montigny       | RHP      |
| Owen Ozanich        | Rouen          | RHP      |
| Esteban Prioul      | Rouen          | LHP      |
| Lucas Serafin       | Quebec         | RHP      |
| Meylian Marin       | Montpellier    | RHP      |
| Antoine Villard     | Montpellier    | RHP      |
| Maxence Esteban     | Montigny       | RHP      |
| Clement Esteban     | Montigny       | LHP      |
| Yoan Antonac        | Montpellier    | RHP      |
| Dylan Gleeson       | Rouen          | C        |
| Andy Paz            | Gary (USA)     | C        |
| Fabian Kovacs       | Montpellier    | C        |
| David Gauthier      | Rouen          | INF      |
| Maxime Lefevre      | Rouen          | INF      |
| Félix Brown         | Senart         | INF      |
| Adalberto de Salas  | FFBS           | INF      |
| Ariel Soriano       | Rouen          | INF      |
| Jose Paula          | Rouen          | OF       |
| Fred Hanvi          | Senart         | OF       |
| Leo Cespedes        | Rouen          | OF       |
| Bastien Dagneau     | Rouen          | OF       |

## Les équipes de jeunes

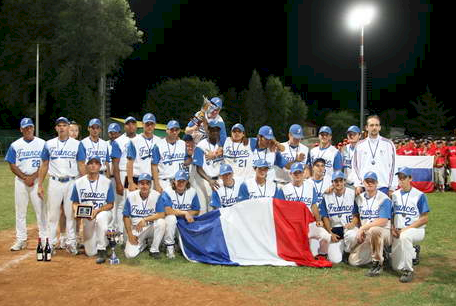
Les Espoirs vice-champions d'Europe en 2006 - Crédit : FFBS

Les cadets restent sur un titre de vice-champion d'Europe glané en 2006 en Espagne tandis que les juniors, trois fois troisièmes du championnat d'Europe (1988, 1989 et 1990) terminent cinquièmes de leur championnat d'Europe en 2005 et 2007. 
Les espoirs (moins de 21 ans) sont champions d'Europe en 2012 et vice-champions d'Europe en (2006). Frédéric Hanvi figurait dans cette équipe.
En 2009, les juniors terminent troisièmes du championnat d'Europe derrière les Italiens et les Néerlandais. En 2010, ils participent donc aux championnats du monde juniors au Canada et terminent à la 11e place, signant une première pour le baseball français : remporter un match en compétition internationale.
En 2014, les 12U terminent deuxièmes du championnat d'Europe derrière les Russes. Ils sont également deuxième en 2017 derrière l'Italie.